# St. Mirren Football Club 2017-2018
Questa voce raccoglie le informazioni riguardanti il St. Mirren Football Club nelle competizioni ufficiali della stagione 2017-2018.

## Stagione
- In Scottish Championship il St. Mirren si classifica al primo posto (74 punti) davanti a Livingston e Dundee Utd, vince per la 5ª volta la seconda serie ed è promosso in Premiership.
- In Scottish Cup viene eliminato al quarto turno dall'Aberdeen (4-1).
- In Scottish League Cup non supera la fase a gironi, classificandosi terzo (6 punti) nel gruppo H dietro a Livingston e Partick Thistle e davanti ad Airdrieonians e Stranraer.

## Maglie e sponsor
| Casa | Trasferta |

## Rosa
| N. |                        | Ruolo | Calciatore                |
| -- | ---------------------- | ----- | ------------------------- |
| 1  | Scozia (bandiera)      | P     | Craig Samson              |
| 2  | Cipro (bandiera)       | D     | Stelios Dīmītriou         |
| 3  | Scozia (bandiera)      | D     | Gary Irvine               |
| 4  | Scozia (bandiera)      | C     | Stephen McGinn (capitano) |
| 5  | Scozia (bandiera)      | D     | Gregor Buchanan           |
| 5  | Italia (bandiera)      | C     | Massimo Donati            |
| 6  | Scozia (bandiera)      | D     | Gary MacKenzie            |
| 7  | Scozia (bandiera)      | C     | Kyle Magennis             |
| 8  | Scozia (bandiera)      | C     | Rocco Quinn               |
| 8  | Scozia (bandiera)      | A     | Darryl Duffy              |
| 9  | Inghilterra (bandiera) | A     | John Sutton               |
| 10 | Scozia (bandiera)      | C     | Lewis Morgan              |
| 11 | Scozia (bandiera)      | A     | Cammy Smith               |
| 14 | Inghilterra (bandiera) | C     | Josh Todd                 |
| 15 | Scozia (bandiera)      | D     | Jack Baird                |
| 16 | Scozia (bandiera)      | C     | Ian McShane               |
| 17 | Scozia (bandiera)      | C     | Jordan Kirkpatrick        |

| N. |                        | Ruolo | Calciatore         |
| -- | ---------------------- | ----- | ------------------ |
| 18 | Scozia (bandiera)      | A     | Dale Hilson        |
| 18 | Scozia (bandiera)      | C     | Ryan Flynn         |
| 19 | Scozia (bandiera)      | A     | Ross Stewart       |
| 20 | Scozia (bandiera)      | A     | Gavin Reilly       |
| 21 | Scozia (bandiera)      | P     | Ross M. Stewart    |
| 22 | Scozia (bandiera)      | C     | Darren Whyte       |
| 24 | Inghilterra (bandiera) | D     | Harry Davis        |
| 25 | Scozia (bandiera)      | D     | Liam Smith         |
| 26 | Scozia (bandiera)      | D     | Jamie McCart       |
| 26 | Scozia (bandiera)      | C     | Mark Hill          |
| 27 | Scozia (bandiera)      | A     | Danny Mullen       |
| 29 | Inghilterra (bandiera) | A     | Myles Hippolyte    |
| 30 | Scozia (bandiera)      | C     | Cameron MacPherson |
| 31 | Scozia (bandiera)      | C     | Connor O'Keefe     |
| 39 | Scozia (bandiera)      | C     | Ethan Erhahon      |
| 41 | Scozia (bandiera)      | P     | Jamie Langfield    |
| 44 | Inghilterra (bandiera) | D     | Adam Eckersley     |